# Вијанден
Вијанден (лукс. Veinen   фр. Vianden) је град у Луксембургу.

## Географија
Вијанден је општина са градским статусом у источном Луксембургу, главни град Кантона Вијанден и део је Округа Дикирх. Град се налази на граници са Немачком.
Простире се на 9.97 km². Према попису из 2001. године Вијанден има 1.511 становника, а према процени из 2009. 1.705 становника.

## Историја
Порекло Вијандена датира се из римског доба када је на месту на којем се налази дворац био каштел (мање римско утврђење). Први познати назив Вијандена је био Viennensis.
У средњем веку Вијанден је био познат по занатлијама. Створени су еснафи за разне занате.
Вијанден је последње место у Луксембургу које је ослобођено од Немаца у Другом светском рату. У фебруару 1945. су Американци ослободили Вијанден. Спомен на западу града, са погледом на дворац, обележава ову битку.

## Клима
Вијанден има умерену климу са топлим летима. Падавине су умерене, али у просеку пада киша мање од 10 дана месечно. Преовлађује југозападни ветар.

## Познате особе
Један од најзначајнијих грађана Вијандена је био француски писац романтизма Виктор Иго (1802-1885). Боравио је у Вијандену у неколико наврата између 1862. и 1871. године. Иго је учинио много за промовисање атракција Вијанден у свету. Кућа у којој је боравио је претворена у музеј.

## Демографија
Попис 15. фебруара 2001:
- Укупна популација: 1.511
  - Мушкарци: 741
  - Жене: 770

| Националност    | Популација | %      |
| --------------- | ---------- | ------ |
| - Луксембуржани | 955        | 63,20% |
| - Португалци    | 342        | 22,63% |
| - Французи      | 23         | 1,52%  |
| - Италијани     | 35         | 2,32%  |
| - Белгијанци    | 23         | 1,52%  |
| - Немци         | 27         | 1,79%  |
| - Југословени   | 36         | 2,38%  |
| - Остали        | 70         | 4,63%  |

## Галерија
- Вијанден, поглед са дворца
- Дворац Вијанден, поглед из града
- Дворац Вијанден, поглед са задње стране
- Хидроелектрана на вештачком језеру
- Кула на вештачком језеру
- Црква Светог Николе
- Статуа Виктора Игоа
- Кућа Виктора Игоа, претворена у музеј